# Steven Goldberg
Steven Goldberg (* 14. Oktober 1941 in New York City; † 17. Dezember 2022) war ein US-amerikanischer Soziologe.

## Leben
Goldberg studierte am Ricker College in Houlton, Maine (Bachelor 1965) und an der University of New Brunswick in Kanada (Master 1967). Er promovierte in Soziologie an der University of Toronto (Ph.D. 1968). Goldberg war danach Professor für Soziologie am City College der City University of New York, wo er von 1988 bis zu seiner Pensionierung das Department of Sociology leitete. Er verfasste mehrere Bücher und veröffentlichte Aufsätze in u. a. American Anthropologist, Chronicles, Society, Psychiatry, National Review, Yale Review, Saturday Review, Journal of Recreational Mathematics, American Journal of Physics, Social Policy, International Journal of Sociology. Aufbauend auf soziobiologischen Theorien beschreibt er in seiner Forschung das Patriarchat als eine unumstößliche, biologische Tatsache.

## Schriften (Auswahl)
- The Inevitability of Patriarchy William Morrow & Company, New York 1973, ISBN 0-688-00175-0.
- When Wish Replaces Thought. Why So Much of What You Believe Is False. Prometheus Books, Buffalo 1991, ISBN 0-87975-711-6.
- Why Men Rule. A Theory of Male Dominance. Open Court Publishing Company, Chicago 1993, ISBN 0-8126-9236-5.
- Fads and Fallacies in the Social Sciences. Humanity Books, Amherst 2003, ISBN 978-1-59102-004-2.